# Geopolitique 1990
Geopolitique 1990 est un jeu vidéo qui combine simulation gouvernementale et wargame créé par Bruce Ketchledge et publié par Strategic Simulations en 1983 sur Apple II et Commodore 64. Le joueur incarne le président des États-Unis et s'oppose à l'Union Soviétique dans un monde secoué par des tensions internationales et menacé d’une Troisième Guerre mondiale. Dans la première partie du jeu, le joueur doit nouer des relations économiques, diplomatiques ou militaires avec le reste du monde, divisé en seize zones, et gérer ses investissements dans le secteur militaire. Dans la deuxième phase, qui simule une Troisième Guerre mondiale, le jeu se transforme en Wargame (jeu vidéo) ou les armées des blocs soviétique et occidentaux s’affrontent sur terre ou sur mer. Le jeu propose sept scénarios avec chacun quatre niveaux de difficulté. À sa sortie, il est salué par la presse spécialisée qui estime que, malgré quelques compromis avec la réalité, le jeu parvient à simuler la situation géopolitique mondiale de manière réaliste et qu’il est amusant, innovant et éducatif. 

## Système de jeu
Geopolitique 1990 est un jeu vidéo qui combine simulation gouvernementale et wargame. Le joueur y incarne le président des États-Unis et s'oppose à l'Union Soviétique dans un monde secoué par des tensions internationales et menacé d’une Troisième Guerre mondiale. Dans la première partie du jeu, le joueur doit nouer des relations économiques, diplomatiques ou militaires avec le reste du monde, divisé en seize zones, et gérer ses investissements dans le secteur militaire. La deuxième phase simule une Troisième Guerre mondiale entre les États-Unis et l’URSS. Les relations nouées dans la première partie du jeu déterminent alors l’orientation de chaque zone qui peut choisir de s’allier aux États-Unis ou à l’URSS ou de rester neutre. Pour rallier un maximum de pays, le joueur doit prendre en considération leurs aspirations en matière de ressources, de développement industriel, de puissance militaire, d’orientation politique et de stabilité. Pour cela, il peut fournir une aide financière, une assistance militaire ou essayer de passer des accords avec les différentes zones du monde. Dans la deuxième phase, le jeu se transforme en wargame ou les armées des deux blocs s’affrontent sur terre ou sur mer. Le jeu propose sept scénarios avec chacun quatre niveaux de difficulté.

## Publication
Geopolitique 1990 est développé par Bruce Ketchledge et publié par Strategic Simulations sur Apple II en juin 1983 puis sur Commodore 64 en 1984.

## Accueil
| Geopolitique 1990 |      |       |
| Média             | Nat. | Notes |
| Jeux et Stratégie | FR   | 4/5   |
| Tilt              | FR   | 4/6   |

À sa sortie, Geopolitique 1990 est salué par la presse spécialisée. Ainsi, si le journaliste Bob Proctor, du magazine Computer Gaming World, estime que le jeu aurait pu être plus détaillé et moins abstrait et regrette qu’il ne soit pas possible de jouer à deux ou de contrôler le camp soviétique, il conclut que le jeu est non seulement « excellent » mais aussi « innovant » et qu’il ne souffre d’aucun défaut. Le journaliste Jeff Seiken, du magazine Commodore Power-Play, salue d’abord sa phase de simulation politique, qu’il estime « amusante, passionnante et difficile ». Il juge la partie wargame « moins amusante » même si d’après lui, elle offre une « très bonne simulation » du conflit global. Il juge également que la documentation du jeu est « très bien faite », avec notamment suggestions pour une utilisation dans un contexte éducatif, même si celle-ci comporte quelques erreurs. Il regrette par contre certaines simplifications par rapport à la réalité, comme l’absence de prise en compte de l’idéologie ou de l’influence des pays qui font que le Canada à d’après lui autant de chance de s’allier à l’URSS qu’aux États-Unis. Malgré ces compromis, il juge que le programme parvient à mettre le joueur dans la peau du leader d’une superpuissance et conclut que Geopolitique 1990 est une simulation « divertissante, stimulante, instructive et difficile ». La critique du magazine Softline met d’abord en avant les graphismes du jeu. Elle note en effet que si le jeu est principalement textuel, il propose des cartes en haute résolution qui, sans être magnifiques, sont parfaitement appropriées. Concernant ses mécanismes de jeux, elle regrette quelques limitations, comme l’absence de prise en compte des orientations culturelles et historiques des nations. Elle juge néanmoins que le jeu parvient à simuler correctement la complexité de la diplomatie et des conflits modernes et conclut en expliquant qu’il est « fascinant », même pour les joueurs dont l’expérience en matière de wargame se limite à Risk. Pour James Delson, du magazine Family Computing, Geopolitique 1990 est un des programmes de jeu « les plus importants jamais conçus ». Il estime en effet qu’il parvient à simuler « convenablement » et « avec précision » la complexité du contexte géopolitique mondial et qu’il devrait démontrer son intérêt éducatif sur le long terme. Il met en avant sa difficulté, en expliquant que le maitriser nécessite beaucoup de temps, mais  ajoute qu’il fait l’unanimité auprès des joueurs suffisamment sérieux pour en apprendre les règles. En conclusion, il estime donc qu’il est « indispensable » pour les joueurs aimant réfléchir.
À sa sortie en France, le jeu est également bien accueilli par les critiques. Pour le magazine Jeux et Stratégie, Geopolitique 1990 est ainsi un « très grand jeu » de diplomatie et d’économie, qui n’est pas sans rappeler le jeu de société Risk mais qui ne débouche pas forcement sur une confrontation directe. De son côté, le journaliste du magazine Tilt juge que, malgré des graphismes sommaires, le jeu propose un mélange intéressant de simulation et de wargame pour les joueurs qui n’ont pas peur de la difficulté.